# NHL 99
NHL 99 är ett ishockeyspel utvecklat av EA Canada, och utgivet 1998. På spelets omslag medverkar Eric Lindros i Philadelphia Flyers.

## Musik
| Soundtrack    | Soundtrack    |
| Artist        | Sång          |
| ------------- | ------------- |
| David Bowie   | "Heroes"      |
| Gravity Kills | "Guilty"      |
| Noise Therapy | "Down"        |
| Jeff van Dyck | (olika låtar) |

## Mottagande
Playstation Magazine gav spelet betyget 8/10 medan Playstation Power gav betyget gav spelet 74 %.

### Fotnoter
1. ↑  NHL 99-recension, Official UK PlayStation Magazine, Future Publishing utgåva 39, november 1998
2. ↑  Playstation Power #33 (december 1998), s. 122